# Maciej Babiński
Maciej Antoni Babiński (ur. 1931 w Warszawie) – brazylijski malarz, ilustrator i pisarz pochodzący z Polski.
Rok po wybuchu II wojny światowej razem z rodziną przedostał się do Wielkiej Brytanii, gdzie zaczął pobierać pierwsze lekcje rysunku. Pod kierunkiem Raphaela Williama poznał malarstwo akwarelowe i tworzenie w plenerze. W 1949 rodzina Babińskich wyemigrowała do Montrealu w Kanadzie, gdzie Maciej Babiński rozpoczął studia na wydziale malarstwa na McGill University pod kierunkiem Johna Goodwina Lymana, równocześnie uczęszczał na lekcje grawerowania u Eldon Grier oraz grafiki i rysunku u Goodridge Robertsa w Art Association of Montréal. W pracowni Robertsa Maciej Babiński tworzył pejzaże, martwe natury i wnętrza. Przyłączył się do awangardowej grupy artystów "The Automatists", która skupiała artystów wokół Paul-Émile Borduasa i która w 1952 wystawiła swoje prace w Musée des Beaux-Arts de Montréal. Rok później Maciej Babiński miał swoją pierwszą wystawę indywidualną oraz podjął decyzję o wyjeździe do Brazylii, przez dwanaście lat mieszkał w Rio de Janeiro. Zaangażował się w działające tam środowisko artystyczne, poznał Oswaldo Goeldiego, Augusto Rodriguesa i Darela Valença Linsa oraz uczestniczył w organizowanych wystawach zbiorowych. W 1961 otrzymał zamówienie na wykonanie dwudziestu czterech ilustracji do powieści Aníbal Machado pt. "Cadernos de João". Pierwszą wystawę indywidualną w Brazylii miał w 1962 w Galerii Selearte w São Paulo, a kolejną dwa lata później w Petite Galerie w Rio de Janeiro. W 1965 otrzymał propozycję pracy wykładowcy w Centralnym Instytucie Sztuki Uniwersytetu Brasilia (ICA/UNB), którą przerwał rok później z powodu prześladowań politycznych. Od 1966 do 1974 mieszkał w São Paulo, a następnie przeniósł się do Minas Gerais, początkowo do Araguari, a następnie do Uberlandia, gdzie w 1979 został wykładowcą na Uniwersytecie Federalnym Uberlandia (UFU). Pracował tam do 1987, a następnie po przywróceniu mu praw do wykładania na UNB powrócił tam w 1988 i wykładał do przejścia na emeryturę w 1991. Przeprowadził się wówczas do Várzea Alegre, mieszka w Ceará. W 2004 odbyła się w Caixa Cultural Complex w Brasilii retrospektywna wystawa z okazji pięćdziesiątej rocznicy zamieszkania Macieja Babińskiego w Brazylii.